# Nefertum

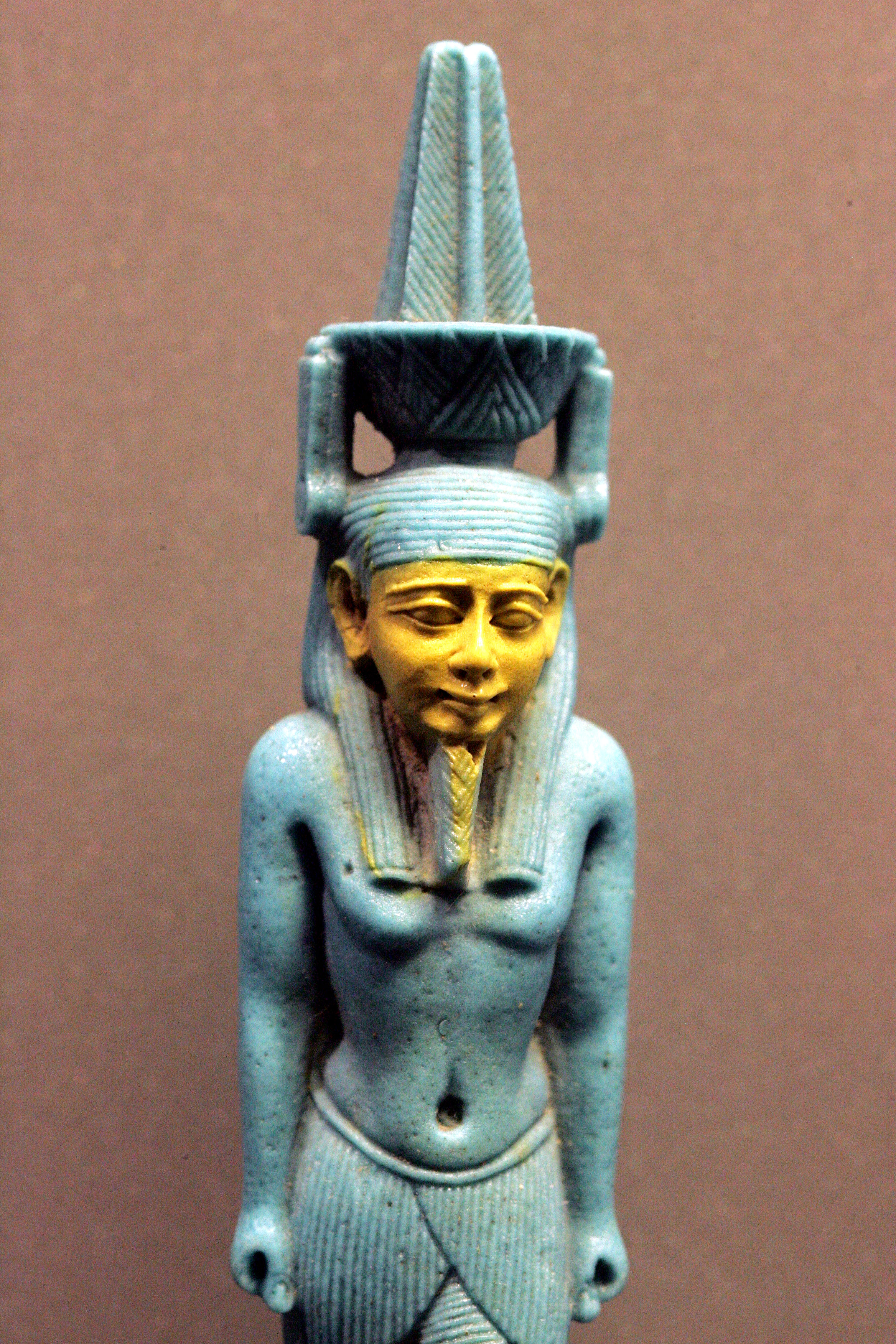
Estátua de Nefertum no Museu do Louvre.

Nefertum ou Nefertem era, na mitologia egípcia, uma divindade primeva de Mênfis, deus do Sol e dos perfumes, cujo símbolo era a flór de lótus.
Pertence a uma tríade composta por Ptá, Sacmis e ele; Nefertum e Hórus, filho do Sol, teriam se unido para formar uma entidade única. É representado por vezes com uma cabeça de leão ou como um jovem sentado sobre uma flor que desabrocha. Veste uma coroa em forma de lótus, ornada por duas plumas e com dois colares, símbolos hatóricos de fertilidade. e por vezes ele próprio está sobre um leão inclinado, e carregando um sabre.
Seu nome significaria, de acordo com os vários autores, "Lótus", "Perfeição absoluta" ou "Atum, o belo". É um deus antigo, já mencionado nos Textos das Pirâmides (século XXIV a.C.).
Na cosmogonia de Heliópolis o deus era associado a Atum, sendo visto como a manifestação deste deus como criança que saiu da flor de lótus que apareceu no monte primordial que emergiu das águas. De acordo com o relato, as lágrimas derramadas por este menino deram origem à humanidade.
De acordo com um mito de criação antigo, o deus-sol teria surgido do oceano primevo sobre uma flor de lótus; Nefertem teria, então, se tornado o "filho do Sol", que traz a luz. Como a lótus é a flor que espalha um perfume fragrante, Nefertem também seria a flor sobre o nariz de Rá. Para o egiptólogo alemã Rudolf Anthes, Nefertum seria um deus primevo e universal cuja influência foi reduzida posteriormente, e cujo nome pode ser traduzido como "o Todo ressurgiu" ou "o recém-surgido é completo".
Em Buto, no Delta do Nilo, Nefertum é o filho original de Uto, uma deusa-serpente que assume a forma de leão. A deusa felina Bastet também já foi especulada como sendo sua mãe.